# 鹽焗鵪鶉蛋

鹽焗鵪鶉蛋是香港街邊小吃，大多由街頭的流動小販售賣，這些小販通常還會售賣炒栗子及煨番薯。鵪鶉蛋是鵪鶉下的蛋，外觀與雞蛋相似，但通常只有拇指頭的大小。製作鹽焗鵪鶉蛋先要把炒粗鹽炒熱，然後把鵪鶉蛋放入高溫的粗鹽烘焗，大約烘焗半小時便完成。熱騰騰的鵪鶉蛋口感軟滑，且帶有鹹香，在秋冬時節甚受歡迎，但鵪鶉蛋的飽和脂肪很高，不宜經常食用。